# Rafai
Rafai fou un traficant d'esclaus i sobirà que va governar al sud-est de la moderna república Centreafricana.
Era fill de Bayangi, un cap zande aliat als buscadors d'esclaus del Sudan; el seu pare el va confiar a Al-Zubayr Rahma Mansur, que el va posar al seu servei. Quan Al-Zubayr fou detingut al Caire el 1874, Rafai va entrar al servei del seu fill Sulayman ibn Zubayr, aixecat en rebel·lió contra el khediv d'Egipte. Sulayman fou derrotat pel militar Romulo Gessi, enviat pel governador del Sudan Gordon Paixa, i es va rendir el 15 de juliol de 1879, sent executat per Gessi. Però ja abans Rafai s'havia passat al bàndol del vencedor i Gessi el va nomenar a començaments dels anys 1880 com a governador de Zande.
Davant la revolta mahdista, el 1886 Rafai va abandonar la zona del Nil i es va retirar a l'Ubangui on va establir el seu campament prop del de Jabir, un altre cap zande aliat als mercaders d'esclaus, en concret d'Ali Kobo. A principis dels anys 1890 van començar a arribar la zona agents de l'Estat Lliure del Congo, i Rafai va començar a comerciar amb ells i després també amb els francesos. Es va enriquir i vers 1895 posseïa uns 500 rifles de bona qualitat. El 15 de juny de 1900 va morir, es sospita que enverinat per l'agent comercial congolès Henri Bobichon. El va succeir Hetman que immediatament (juliol) va haver de fer front a un intent de cop d'estat fomentat per Wadai, que va poder aturar amb l'ajut de l'esmentat Bobichon.